# Джеймс Джордж Фрейзер
Джеймс Джордж Фрейзер (англ. James George Frazer, 1 січня 1854, Глазго — 7 травня 1941, Кембридж) — представник школи англійської соціальної антропології, еволюціоніст, релігієзнавець, фольклорист, етнолог, культуролог та історик релігії, вніс величезний внесок у вивчення тотемізму, магії і трансформації релігійних вірувань протягом історії людства. Протягом шістдесяти років проводив понад 12 годин за своїм робочим столом. Найвідоміша робота «Золота гілка» (1890) — монументальна праця з 12 томів. В цій праці Фрейзер систематизував фактичний матеріал по первісній магії, міфології, тотемізму, анімізму, табу, релігійних вірувань, фольклору і звичаїв різних народів.
В даний час теорія Фрезера про еволюційну послідовність магії, релігії та науки вже не є визнаною, а загальна психологічна теорія Фрезера виявилася незадовільною.

## Біографія
Джеймс Джордж Фрейзер народився в м. Глазго в заможній шотландській сім'ї фармацевта і виховувався в дусі пресвітеріанської церкви. Він був старшим з чотирьох дітей, батько — Даніель Ф. Фрейзер, мати — Кетрін Фрейзер. Батьки Фрейзера були часткою Вільної церкви Шотландії — консервативної секти, яка в 1840-х рр. порвала з офіційною шотландської церквою. Джеймс виріс в атмосфері глибокої побожності, яку, як він пізніше писав, зовсім не рахував гнітючою.
Він навчався в Університеті Глазго у віці 15 років (звичайний вік для того часу). Отримав освіту за спеціальності юриспруденція (1869—74). У мемуарах він згадує, що в цей час з ним сталися три важливі речі: він на все життя захопився класичними мовами і літературою, зрозумів, що світ керується системою незмінних природних законів, і безболісно втратив релігійну віру свого дитинства. Прочитавши книгу Едварда Тайлора «Первісна культура» (1871), вирішив вивчати антропологію. Він вважав, що хоча шотландська освіта дала більш різнобічну підготовку, ніж це зробила б англійська, але все-таки її рівня не достатньо, і вступив у 1874 році до Триніті-коледжу в Кембриджі. В коледжі присвятив себе класичному вивченню грецької та латинської мов. Згодом став атеїстом і відкинув християнську релігію як «цілковито неправильну». Дружба з Робертсоном Смітом ще більше спонукала його до просування саме цим напрямком. 
Сміт викладав іврит та Новий заповіт в Теологічному коледжі церкви в Абердині. У 1875 році він спровокував скандал, опублікувавши в «Британській енциклопедії» дві статті, де стверджував, що Біблію написали люди і вона не була одкровенням Бога, а Старий заповіт не є однорідним зведенням законів — схожий більше на різнорідну антологію текстів, написаних протягом декількох століть. Робертсон Сміт представ перед церковними судами, які звільнили його від роботи теологом. У 1883 році Сміт опинився у Триніті-коледжі, де став близьким другом Фрейзера. Ця дружба надихнула Джеймса розглянути питання про застосування порівняльного етнографічного методу вивчення древніх релігій. Його порівняльні дослідження призводять до написання його першої книги: «Тотемізм» (Адам і Чарльз Чорний, Единбург, 1887). Три роки по тому в 1890 році Джеймс опубліковує роботу під назвою: «Золота гілка», яка стане найвидатнішою з його робіт. Перше видання було у двох томах і миттєво стало класичним бестселером. Він пізніше розширив цю книгу. Друге видання в 1900 році було в трьох томах, третє видання, яке вийшло в 1915 році, складалось з дванадцяти томів.
У 1896 році, після смерті Робертсона Сміта, Фрейзер одружився з удовою родом із Ельзасу — пані Гроу. Вона була французького походження і мала двох дітей, і через бідність стала письменницею. Пані Гроу була авторкою важливого дослідження, присвяченого історії танцю, і безлічі п'єс, що використовувалися для навчання у французькій школі. Елізабет була переконана, що наукове співтовариство недооцінює заслуги її чоловіка, який повністю відповідав стереотипу вченого — був сором'язливий і неговіркий. Вона організувала переклад його робіт на французьку мову, завдяки чому Фрейзер став дуже відомим у Франції після Першої світової війни. Вона почала заохочувати і просувати його кар'єру, адже сам він ніколи не займав офіційної посади в Кембриджському університеті. З того часу він зазнав усіх почестей, а в 1908 році для нього було створено першу кафедру антропології у Ліверпульському університеті. Проте він ніколи не любив Ліверпуль і незабаром став незадоволений. Він не любив шуму великого промислового міста і прагнув спокою, миру і тиші, парків і садів у Кембриджі. Він повернувся у Кембридж роком пізніше і продовжував свої дослідження і праці. Протягом усього життя Фрейзер отримав вищі академічні нагороди. У 1914 році, на початку війни, Джеймс був посвячений у лицарі і став відомий як «Сер Джеймс». В 1920 році став членом Лондонського королівського Товариства, а в 1925 році отримав нагороду за заслуги.
Сер Джеймс Фрейзер і його дружина у повоєнні роки багато подорожували континентом, разом проводили свої дослідження. Потім в 1930 році, виступаючи на щорічному обіді Королівського літературного фонду, сер Джеймс був раптом уражений сліпотою, його очі наповнилися кров'ю. Попри цей недолік, сер Джеймс продовжив свою роботу, його секретарі писали під диктовку. Він помер в Кембриджі 7 травня 1941 року. Усього кілька годин по тому його віддана дружина Ліллі теж померла. Вони були поховані разом пліч-о-пліч на кладовищі в Кембриджі.

## Наукова робота

### «Золота гілка»
«Золота гілка» (1890р.) Джеймса Фрейзера належить до числа тих фундаментальних досліджень, які складають велику цінність для багатьох поколінь науковців. Присвятивши життя вивченню фолькльористики та історії релігії, Дж. Фрейзер зібрав величезний фактичний матеріал, що дозволив йому за допомогою порівняльно-історичного методу показати зв'язок між сучасними релігіями та первісними віруваннями, виявити земні витоки релігійного розуміння світу.
Перше видання «Золотої гілки» вийшло в Лондоні в 1890 році в двох томах, а потім книга перевидавалася в більш розлогих або скорочених варіантах.
В епоху Римської імперії в містечку Немі біля Рима існувало святилище, де поклонялися богині лісів, тварин і плодючості Діані та її вірному супутникові Вірбію. Воно було сценою дивної трагедії, яка періодично повторювалася. У цьому святилищі було заведено, що будь хто міг стати його жерцем і дістати таким чином титул царя лісу, якщо він першим зірве гілку, яка звалася золотою, зі священного дерева в гаю навколо храму і вб’є попереднього жерця. Таким був спосіб зміни жерців храму. Виникає запитання: чому жрець мав убити свого попередника? Чому він мав першим зірвати золоту гілку? Чому його потім вважали за «царя лісу»?
Фрезер задумує «Золоту гілку» як справжній етнологічний детектив. На його погляд, загадку Немі можна розв'язати тільки за допомогою порівняльного методу. Згідно з цим методом, потрібно роз'яснювати факти, що їх знаходять у тій чи тій культурі, через порівняння з культурними рисами, зібраними в інших суспільствах. Фрейзер буквально розрізняє римський міф на елементарні частинки і розглядає кожну з них окремо, порівнюючи їх із подібними речами, які можна знайти деінде у світі. Він порівнює жерців Немі з подібними явищами в інших культурах чи в інших періодах, тобто з явищами, які тісно пов'язані з елементами міфу. Він аналізує, наприклад, інститут царя-жерця, який був відомий в античній Греції й Італії і який можна знайти і в багатьох первісних суспільствах.
Еволюціонізм Фрезера стає очевидним у його «теорії релігії». За Фрейзером, історію людства можна поділити на три стадії: магія, релігія, наука. Як і Едвард Тайлор, він вважає, що первісній людині не знайомі надприродні істоти чи божества. Для світанку людства характерним є магічне мислення. Перед лицем етики надприродних явищ первісна людина має насправді лише магію. Магія виражається в послідовності природних явищ. Одна природна подія відбувається після якоїсь іншої і без втручання якої духовної істоти.

### «Фольклор в Старому Завіті»
«Фольклор в Старому завіті» (1918р.), по суті, збірка надрукованих раніше статей, але Фрейзер постарався надати йому вигляд узагальнюючої монографії, поставивши на чільне місце найскладнішу і спірну проблему — питання про склад і джерела П'ятикнижжя Мойсея. Еволюціоністський метод цілком виправдав себе, особливо в розумінні перших сторінок Біблії, що оповідають про «створення» перших людей і про життя їх в раю. Фрейзеру вдалося переконливо показати широку поширеність у народів різних країн міфологічних мотивів, які не залучали до себе уваги, але які, мабуть, лежали в основі біблійної повісті про перших людей. Зокрема, чудово роз'яснена міфологема смерті: мотив омолоджування через скидання шкіри (звідси змія в оповіданні про гріхопадіння) і мотив удаваної вести (змія обдурила перших людей). Поєднання цих двох мотивів і склало канву біблійної розповіді про гріхопадіння та про втрату безсмертя.

## Міфи про походження смерті

### «Історія двох провісників»
Цей тип історії є звичайним в Африці. Два послання передаються від вищої істоти людству: одне про вічне життя, і одне про смерть. Провісник, що несе звістку про вічне життя затримується, і тому першим людство отримує звістку про смерть. 
Народність Банту з Південної Африки, такі як Зулу, сказали, що Ункулункулу, старий старий чоловік, передав повідомлення, що людина не має помирати, через хамелеона. Але хамелеон був повільний і любив байдикувати, постійно зупиняючись, щоб поїсти чи поспати. За цей час Ункулункулу встиг змінити свою думку і передав повідомлення смерті ящірці, яка подорожувала швидше, а отже перегнала хамелеона. Звістка про смерть була доставлена першою і коли хамелеон прийшов зі звісткою про вічне життя, людство не почуло його, а отже було приречено до смерті. 
Через це Банту, так само, як і Нгоні, карали ящірок та хамелеонів. Наприклад, дітям було дозволено покласти тютюн у рота хамелеонові, щоб нікотин отруїв його і хамелеон помер, скорчившись від болю, змінюючи кольори.
Різні варіанти казки знайдені в інших частинах Африки. Племена Акамба кажуть, що провісниками були хамелеон та дрізд, в той час Ашанті – коза та вівця.
Племена Бура, з Північної Нігерії кажуть, що спочатку не існувало ані смертей, ані хвороб, але одного дня чоловік захворів та помер. Люди послали хробака спитати у небесного божества Хуеля, що їм робити з ним. Хробакові було передано, що люди мають повісити труп на розвилці дерева і кидати в нього кашею до того моменту поки він не оживе. Але злісна ящірка, Агадзагадза, поспішила попереду хробака і сказала людям викопати могилу, обернути тіло в тканину і поховати його. Коли хробак повернувся і сказав, що мнима мають викопати тіло, розмістити його на дереві та кидати в нього кашею люди були занадто ліниві, щоб зробити це. Так смерть залишилась на Землі. Ця історія Бура має звичайний міфічний мотив життєвого повідомлення, яке було збите обманщиком. 
В племені Того посланцями були собака та жаба, і так само, як і у версії Бура, посланці пішли від людства до Бога, щоб знайти відповіді на свої питання. 

## Внесок Джеймса Джорджа Фрейзера в науку
Навіть опоненти вченого неодноразово відзначали освіченість цієї людини. Незважаючи на критику своєї роботи «Тотемізм і екзогамія», Фрезер виклав всі три точки зору на це питання, довіривши вирішити достовірність читачам. Його працями користувалися і користуються історики багатьох країн. Серед них, наприклад, В. Я. Пропп, чиї праці по російській фольклористиці та етнографії залишаються авторитетними донині.

## Твори
- Тотемізм = Totemism. - 1887.
- Золота гілка: дослідження магії і релігії = The Golden Bough: a Study in Magic and Religion. - 1890. (1-е видання)
- Павсаній. Описи Греції = Descriptions of Greece. - 1897. (Переклад і коментарі)
- Золота гілка = The Golden Bough. - 1900. (2-е видання)
- Psyche's Task. - London: Macmillan, 1909.
- Тотемізм і екзогамія = Totemism and Exogamy. - 1910.
- Золота гілка = The Golden Bough. - 1906-15. (3-е видання)
- Віра в безсмертя і шанування померлих = The Belief in Immortality and the Worship of the Dead. - 1913-24.
- Фольклор в Старому завіті = Folk-lore in the Old Testament. - 1918.
- Apollodorus: the Library. - 1921.
- Шанування природи = The Worship of Nature. - 1926.
- Голова Горгони = The Gorgon's Head and other Literary Pieces. - 1927.
- Людина, Бог і безсмертя = Man, God, and Immortality. - 1927.
- Адвокат диявола = Devil's Advocate. - 1928.
- Овідій Фаст = Fasti. - 1929. (Переклад)
- Міфи про походження вогню = Myths of the Origin of Fire. - 1930.
- Страх смерті в примітивних релігіях = The Fear of the Dead in Primitive Religion. - 1933-36.
- Створення та еволюція примітивних космогонії і ін твори = Creation and Evolution in Primitive Cosmogenies, and Other Pieces. - 1935.